# Rachid Messahel
Rachid Messahel (en arabe : رشيد مساحل) est un footballeur international algérien né le 7 novembre 1950 à Ain Oulmene. Il évoluait au poste d'avant centre.

## Biographie

### En club
Rachid Messahel évolue en première division algérienne avec son club formateur le CR Belouizdad avant d'aller en France pour jouer chez le Roannais Foot 42 où il reste dans ce club plus de quinze ans et où il a fini sa carrière footballistique.

### En équipe nationale
Rachid Messahel reçoit une seule sélection en équipe d'Algérie. Il joue son seul match le 5 juin 1972, contre la Tunisie (défaite 3-1).

## Palmarès
| CR Belouizdad \| - Championnat d'Algérie (2) : - Champion : 1968-69 et 1969-70. - Coupe d'Algérie (2) : - Vainqueur : 1968-69 et 1969-70. \| \| - Coupe du Maghreb des clubs champions (3) : - Vainqueur : 1969-70, 1970-71 et 1971-72. - Finaliste : 1972-73. \| |  | Roannais Foot 42 - Championnat de France D4 (2) : - Vainqueur de groupe : 1979-80 et 1985-86.                  |
| - Championnat d'Algérie (2) : - Champion : 1968-69 et 1969-70. - Coupe d'Algérie (2) : - Vainqueur : 1968-69 et 1969-70. |  | - Coupe du Maghreb des clubs champions (3) : - Vainqueur : 1969-70, 1970-71 et 1971-72. - Finaliste : 1972-73. |